# All In (evento de lucha libre profesional)
All In (a veces estilizado como ALL IN) fue un evento de lucha libre profesional producido por Cody Rhodes y The Young Bucks. Tuvo lugar el 1 de septiembre de 2018, en el Sears Center en el suburbio de Chicago Hoffman Estates, Illinois. El evento contó con luchadores profesionales del circuito independiente, así como luchadores de New Japan Pro-Wrestling (NJPW), Ring of Honor (ROH), Impact Wrestling (IW), Lucha Libre AAA Worldwide (AAA) y National Wrestling Alliance (NWA).
El evento marca el primer evento de lucha profesional no promovido por la WWE o World Championship Wrestling en los Estados Unidos en vender 10 000 entradas desde 1993. Este evento sentó las bases para crear luego la promoción All Elite Wrestling.

## Producción
En mayo de 2017, un fan le preguntó al periodista de Wrestling Observer Newsletter, Dave Meltzer en Twitter, si Ring of Honor (ROH) podía vender 10,000 boletos y Meltzer respondió «no en el corto plazo». Cody Rhodes tomó la observación de Meltzer como un desafío y respondió «Tomaré esa apuesta, Dave». Al final, la idea evolucionó de un show de ROH a un evento autofinanciado, promovido por Cody y The Young Bucks. Más tarde se anunció que el actor Stephen Amell y el miembro del The Elite Kenny Omega estarían participando en el evento.

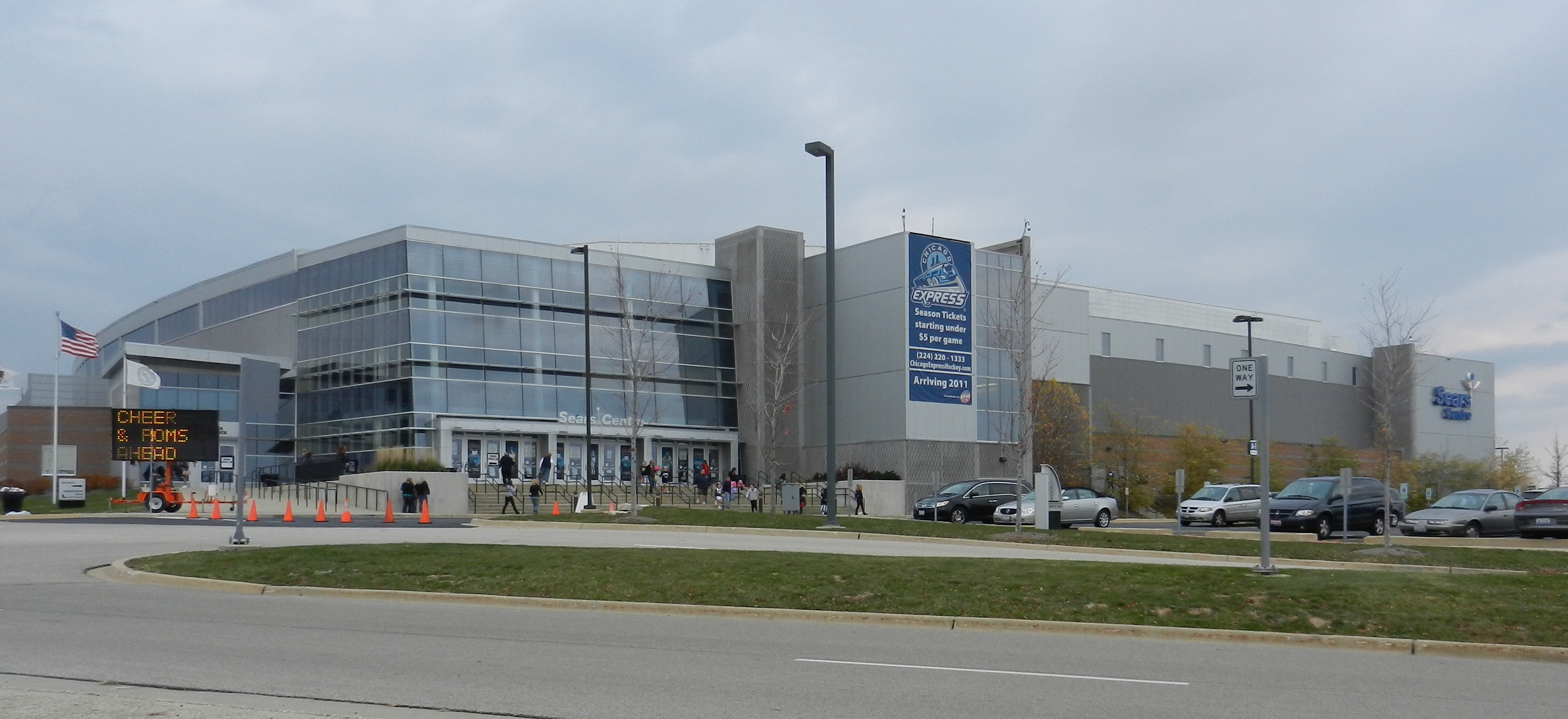
Afueras de Sears Centre, donde se realizada el 1 de septiembre.

El 31 de diciembre de 2017, durante el episodio 86 de Being The Elite, se reveló que Rhodes y The Young Bucks estaban buscando diferentes lugares para celebrar el evento. Más tarde, Pro Wrestling Insider informó que el evento se iba a celebrar en Chicago. El 10 de enero de 2018, se anunció que la fecha del evento estaba programada para el 1 de septiembre, a pesar de que no se anunció ningún lugar. El 1 de marzo, Cody y The Young Bucks anunciaron que el lugar iba a ser revelado en el próximo episodio de Being The Elite. Durante el episodio 95 de Being The Elite, el lugar de All In se reveló como el Sears Center, ubicado en el suburbio de Chicago de Hoffman Estates, Illinois. Se anunció que las entradas estarían a la venta el 13 de mayo. También se anunció que Penta el Zero M, Rey Fénix, Kazuchika Okada, Deonna Purrazzo y Tessa Blanchard tomarían parte en el evento. Cody y The Young Bucks confirmaron posteriormente que Joey Janela, Britt Baker, Jay Lethal, Penelope Ford, Chelsea Green, Marty Scurll y Adam Page tomará parte en el evento. Además, se anunció que coincidiría con el evento, Conrad Thompson celebraría «Starrcast», una convención de fanes que contará con numerosos luchadores, personalidades de la lucha libre y personalidades de podcasts, incluido CM Punk, Jeff Jarrett, Eric Bischoff, Bruce Prichard y Macaulay Culkin. El 13 de mayo, durante la conferencia de prensa All In, se anunció que Rey Mysterio y el Campeón Mundial Peso Pesado de la NWA Nick Aldis tomarían parte en el evento. El 9 de julio, Conrad Thompson anunció que Starrcast se transmitiría en vivo por Fite TV. Starrcast será el primer evento desarrollado y producido por Global Force Entertainment en Fite TV. El 13 de julio, se anunció que Alicia Atout, Bobby Cruise, Don Callis, Excalibur, Ian Riccaboni, Justin Roberts y Sean Mooney serían los equipos de transmisión de All In.
Las entradas para el espectáculo se pusieron a la venta el 13 de mayo y se agotaron en menos de 30 minutos, a pesar de que Cody y The Young Bucks anunciaron un solo partido para el espectáculo. El 29 de mayo, Pro Wrestling Insider informó que la esposa de Matt Jackson, Dana Massie, había llenado una marca comercial del nombre All In. El 3 de junio se anunció que los árbitros para el evento serían de Paul Turner (árbitro de ROH) y Todd Sinclair, GTP Rick Knox, Earl Hebner (exárbitro de la WWE y Impact Wrestling) y Jerry Lynn (exárbitro de la ECW). El 9 de junio en Dominion 6.9 in Osaka-jo Hall después de que los Young Bucks ganaran el Campeonato en Parejas de la IWGP invitaron a Don Callis a ser comentarista del evento en el que Callis aceptó. Kota Ibushi fue anunciado para el evento el 15 de junio. El 20 de junio, Rhodes y The Young Bucks anunciaron en Twitter que transmitirían el evento en cierta forma. El 3 de julio, Cody anunció que Deonna Purrazzo no podrá competir en All In, debido a que firmó con WWE. El 5 de julio, SoCal Uncensored (Christopher Daniels, Frankie Kazarian & Scorpio Sky) se anunciaron para el evento.
Bandido fue anunciado para el espectáculo el 25 de julio. El 2 de agosto, Best Friends (Chuck Taylor y Trent Barreta) Se anunciaron para el evento. Además, se anunció que el 1 de septiembre antes del comienzo de All In, Flip Gordon sería el anfitrión de la "All Out Pre-Show Party", un evento de preshow celebrado en el estacionamiento del Sears Center. El 6 de agosto, durante el episodio 114 de Being the Elite, se anunció que la tarjeta principal de All In se transmitirá en pay-per-view y Fite TV, con una hora de pre-show Zero Hour transmitida en WGN América. Más tarde ese día, se anunció que el evento principal también transmitiría en el servicio de transmisión de Honor Club de ROH.

## Argumento
Durante la conferencia de prensa All In del 13 de mayo, el presidente de la National Wrestling Alliance, Billy Corgan, anunció que Nick Aldis defendería el Campeonato Mundial Peso Pesado de la NWA contra Cody Rhodes. Si Cody gana, él y su padre Dusty Rhodes se convertirán en el primer dúo de padre e hijo en ganar el Campeonato Mundial de Peso Pesado de la NWA. El 27 de mayo, durante el tour de ROH Honor United en Londres, se anunció que si Cody podía reclamar el Campeonato Mundial de ROH antes de All In, la lucha se convertiría en un Winner Takes All Match por los campeonatos mundiales de NWA y ROH.
El 8 de junio en un evento de WrestlePro, Madison Rayne y MJF derrotaron a Burnard the Business Bear y Flip Gordon para calificar para All In.
El 5 de julio, se anunció que Marty Scurll se enfrentaría a Kazuchika Okada en el evento.
El 23 de julio, durante el episodio 112 de Being The Elite, se reveló que Joey Janela se enfrentaría a Hangman Page en el evento.
El 30 de julio, durante un episodio 113 de Being the Elite, se anunció que el equipo de Bandido, Rey Fénix y Rey Mysterio se enfrentará a The Golden Elite, representada por The Young Bucks y Kota Ibushi.
El 12 de agosto, en el episodio 115 de Being the Elite, se confirmó un combate entre el campeón Peso Pesado de IWGP  Kenny Omega y Pentagón Jr.

## Resultados
En paréntesis se indica el tiempo de cada combate:
- Pre-show: SoCal Uncensored (Frankie Kazarian & Scorpio Sky) derrotaron a The Briscoe Brothers (Jay Briscoe & Mark Briscoe) (12:33).
  - Kazarian cubrió a Mark después de revertir un «Springboard Doomsday Device» en un «Powerslam».
- Pre-show: Flip Gordon ganó un 19-person Over Budget Battle Royale, ganando una oportunidad por el Campeonato Mundial de ROH esa misma noche (17:06).
  - Gordon eliminó finalmente a Bully Ray, ganando la lucha.
  - Los otros participantes fueron (en orden de eliminación): Moose, Brandon Cutler, Chuck Taylor, Trent Barreta, Rocky Romero, Cheeseburger, The Hurricane, Ethan Page, Tommy Dreamer, Jimmy Jacobs, Punishment Martinez, Austin Gunn, Billy Gunn, Marko Stunt, Brian Cage, Jordynne Grace y Colt Cabana.
- Matt Cross derrotó a MJF (9:23).
  - Cross cubrió a MJF después de un «Shooting Star Press».
- Christopher Daniels derrotó a Stephen Amell (con Josh Segarra) (12:30).
  - Daniels cubrió a Amell después de un «Best Moonsault Ever».
  - Después de la lucha, ambos se dieron la mano en señal de respeto.
- Tessa Blanchard derrotó a Madison Rayne, Britt Baker y Chelsea Green (12:41).
  - Blanchard cubrió a Green después un «Hammerlock DDT».
  - Ni el Campeonato de Knockouts de Impact ni el Campeonato Femenino de The Crash de Blanchard estuvieron en juego.
  - Después de la lucha, todas las contendientes se saludaron en señal de respeto.
- Cody (con Brandi Rhodes, Diamond Dallas Page, Glacier y Tommy Dreamer) derrotó a Nick Aldis (con Jeff Jarrett, Samuel Shaw, Shawn Daivari y Tim Storm) y ganó el Campeonato Mundial Peso Pesado de la NWA (22:01).
  - Cody cubrió a Aldis después de revertir un «Sunset Flip» en un «Roll-up».
  - Durante la lucha, Daivari interfirió a favor de Aldis y Dallas Page a favor de Cody, donde éste le aplicó un «Diamond Cutter» a Daivari.
  - Durante la lucha, Brandi interfirió a favor de Cody pero Aldis le aplicó un «Diving Elbow Drop» sobre ella y Cody.
  - Después de la lucha, Cody celebró junto a Brandi, Dallas Page, Glacier y Dreamer.
- "Hangman" Adam Page derrotó a Joey Janela (con Penelope Ford) en un Chicago Street Fight (20:08).
  - Page cubrió a Janela después de un «Rite of Passage» desde una escalera hacia una mesa.
  - Durante la lucha, Ford interfirió a favor de Janela.
  - Después la lucha, Joey Ryan atacó a Page.
- Jay Lethal (con Lanny Poffo) derrotó a Flip Gordon (con Brandi Rhodes) y retuvo el Campeonato Mundial de ROH (14:21).
  - Lethal cubrió a Gordon después de un «Lethal Injection».
  - Después de la lucha, Lethal y Gordon se dieron la mano en señal de respeto.
  - Después de la lucha, Lethal, Gordon y Poffo fueron atacados por Bully Ray.
  - Después del ataque, Colt Cabana hizo el salve, ayudando a Lethal y Gordon a partir una mesa con Ray.
- Kenny Omega derrotó a Penta El Zero M (17:47).
  - Omega cubrió a Penta después de un «One-Winged Angel».
  - Después de la lucha, Chris Jericho apareció sorpresivamente para atacar a Omega.
  - El Campeonato Peso Pesado de la IWGP de Omega no estuvo en juego.
- Kazuchika Okada derrotó a Marty Scurll (26:05).
  - Okada cubrió a Scurll después de un «Rainmaker».
- The Golden Elite (Kota Ibushi, Matt Jackson & Nick Jackson) derrotaron a Rey Mysterio, Rey Fénix & Bandido (11:48).
  - Matt cubrió a Bandido después de un «Meltzer Driver» con ayuda de Nick.
  - Después de la lucha, la mayor parte de los luchadores que participaron del evento saludaron al público.